# Zagrebška županija
Zagrebška županija (hrv. Zagrebačka županija) je ena izmed 21 županij Hrvaške, ki ima 301.206 prebivalcev (2021; 5% manj kot 10 let prej) in edina, katere glavno mesto oz. administrativno središče, ki je hrvaško glavno mesto Zagreb, ni na njenem upravnem območju. Na njenem ozemlju pa je 8 večjih naselij s statusom mesta, ki imajo večinoma dejansko vlogo satelitskih mest Zagreba.  

## Geografija
Zagrebša županija obsega okolico mesta Zagreb, a brez samega Zagreba, ki ga skoraj v celoti obkroža, in sicer njegova satelitska mesta oz. naselja (po velikosti) Velika Gorica, Zaprešić, Samobor, Dugo Selo, Ivanić-grad, Jastrebarsko, Vrbovec, Sveti Ivan Zelina.
Meji v majhnem odseku še na Varaždinsko županijo ter Krapinsko-zagorsko županijo na severu (na dveh ločenih odsekih), na Slovenijo na zahodu, na Karlovško in Siško-Moslavško županijo na jugu oz. jugovzhodu ter Koprivniško-križevsko in Bjelovarsko-bilogorsko županijo na severovzhodu.

## Upravna delitev
- Mesto Velika Gorica
- Mesto Samobor
- Mesto Dugo Selo
- Mesto Ivanić-Grad
- Mesto Jastrebarsko
- Mesto Sveti Ivan Zelina
- Mesto Vrbovec
- Mesto Zaprešić
- Občina Bedenica
- Občina Brdovec
- Občina Brckovljani
- Občina Bistra
- Občina Dubrava
- Občina Dubravica
- Občina Farkaševac
- Občina Gradec
- Občina Jakovlje
- Občina Klinča Sela
- Občina Kloštar Ivanić
- Občina Krašić
- Občina Kravarsko
- Občina Križ
- Občina Luka
- Občina Marija Gorica
- Občina Orle
- Občina Pisarovina
- Občina Pokupsko
- Občina Preseka
- Občina Pušća
- Občina Rakovec
- Občina Rugvica
- Občina Stupnik
- Občina Sveta Nedelja
- Občina Žumberak